# Office of Petroleum Reserves

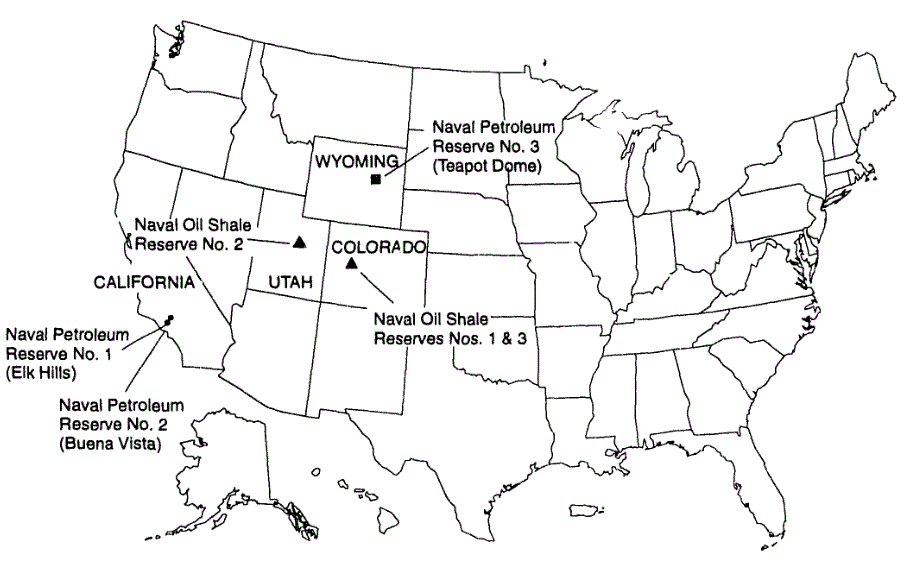
Naval Petroleum and Oil Shale Reserves, 1992.

Office of Petroleum Reserves (OPR) är en amerikansk federal myndighet som är underställd USA:s energidepartement. Myndigheten har ansvaret att bland annat driva och underhålla USA:s bränslereserver som är USA:s strategiska oljereserv, Northeast Home Heating Oil Reserve, Northeast Gasoline Supply Reserve och Naval Petroleum and Oil Shale Reserves. OPR företräder också USA inför Internationella energirådet (IEA).
Myndigheten har kontor i både Washington, D.C. och New Orleans i Louisiana.